# Hybe Corporation
Hybe Co., Ltd. (tiếng Hàn: 하이브; cách điệu là HYBE Corporation) là một công ty giải trí Hàn Quốc được thành lập vào năm 2005 bởi Bang Si-hyuk với tên gọi Big Hit Entertainment. Tập đoàn hoạt động như một hãng thu âm, quản lí thần tượng, sản xuất âm nhạc, tổ chức sự kiện, sản xuất buổi hòa nhạc và nhà xuất bản âm nhạc. Tập đoàn sở hữu nhiều công ty con, bao gồm Big Hit Music, Belift Lab, KOZ Entertainment, Pledis Entertainment và Source Music, còn được gọi chung là Hybe Labels.

## Lịch sử

### 2005–2021: Big Hit Entertainment

Logo của Big Hit Entertainment (2005–2021).

Big Hit Entertainment được thành lập vào ngày 1 tháng 2 năm 2005 bởi Bang Si-hyuk và ký kết hợp đồng với nhóm nhạc nam nữ 8Eight vào năm 2007. Năm 2010, Big Hit và JYP Entertainment ký hợp đồng quản lý chung cho nhóm nhạc nam 2AM. Cùng năm, Bang Si-hyuk ký hợp đồng với RM với tư cách là thành viên đầu tiên của BTS và phát động buổi thử giọng trên toàn quốc để chiêu mộ các thành viên cho nhóm. BTS ra mắt dưới trướng Big Hit vào ngày 13 tháng 6 năm 2013.
Năm 2012, công ty ký hợp đồng với Lim Jeong-hee và hợp tác với Source Music để thành lập nhóm nhạc nữ Glam. Nhóm hoạt động đến năm 2014 thì tan rã do tranh cãi về một thành viên trong nhóm là Kim Da-hee—cô bị kết án tù vì tội danh tống tiền nam diễn viên Lee Byung-hun.
Sau khi hợp đồng chung giữa Big Hit và JYP kết thúc vào tháng 4 năm 2014, 3 thành viên của 2AM trở về JYP Entertainment, trong khi Lee Chang-min ở lại Big Hit để duy trì sự nghiệp solo của mình và tiếp tục hoạt động với tư cách là thành viên của bộ đôi Homme. Năm đó cũng chứng kiến sự tan rã của 8Eight sau khi hợp đồng của Baek Chan và Joo Hee với Big Hit kết thúc.
Tháng 5 năm 2015, Lim Jeong-hee rời công ty sau khi hết hạn hợp đồng 3 năm và Signal Entertainment Group, một công ty niêm yết trên KOSDAQ chuyên quản lý nghệ sĩ và sản xuất chương trình truyền hình mua lại Big Hit thông qua một trái phiếu chuyển đổi trị giá 6 tỷ KRW. Đầu năm 2017, Big Hit chấm dứt mối quan hệ cổ phần của họ với Signal Entertainment Group và thanh toán đầy đủ các trái phiếu.
Tháng 2 năm 2018, Homme tan rã sau khi hợp đồng của thành viên Lee Chang-min kết thúc. Anh rời Big Hit để thành lập công ty riêng của mình, trong khi Lee Hyun tiếp tục hoạt động với tư cách là một nghệ sĩ solo. Tháng 8, Big Hit và CJ E&M công bố kế hoạch thành lập một công ty liên doanh. Hoạt động dưới tên Belift, công ty sẽ được chia 52% cho CJ E&M và 48% cho Big Hit và ra mắt một nhóm nhạc nam vào năm 2020. Cuối tháng 10 cùng năm, BTS tái ký và gia hạn hợp đồng của họ với Big Hit thêm 7 năm. Big Hit được vinh danh là công ty đầu tư chứng khoán tốt nhất trong năm tại lễ trao giải Korea VC Awards năm 2018.
Big Hit ra mắt nhóm nhạc nam thứ hai Tomorrow X Together (TXT) vào tháng 3 năm 2019. Cùng tháng, cựu CBO Lenzo Yoon được bổ nhiệm làm đồng CEO với Bang Si-hyuk. Lenzo Yoon sẽ tập trung vào bộ phận kinh doanh của công ty, trong khi Bang Si-hyuk sẽ tập trung vào bộ phận sản xuất sáng tạo. Tháng 7 năm 2019, công ty mua lại Source Music và mua lại công ty trò chơi âm nhạc Superb vào tháng 8. Nhờ vào ứng dụng Weverse và Weverse Shop do công ty con benX phát triển, Big Hit được Fast Company vinh danh là công ty sáng tạo thứ tư vào năm 2020 trên toàn cầu.
Tháng 5 năm 2020, Big Hit trở thành cổ đông lớn nhất của Pledis Entertainment. Big Hit tuyên bố rằng Pledis vẫn sẽ hoạt động độc lập, nhưng các nghệ sĩ của họ sẽ được quảng bá rộng rãi hơn bên ngoài thị trường Hàn Quốc. Korea Fair Trade Commission (KFTC) chính thức chấp thuận việc Big Hit mua lại Pledis vào tháng 10. Tháng sau, Big Hit thông báo mua lại cổ phiếu của KOZ Entertainment, một hãng thu âm do nam rapper Zico thành lập.
Tháng 1 năm 2021, phương tiện truyền thông đưa tin rằng Big Hit và beNX sẽ đầu tư tổng cộng 70 tỷ KRW (63 triệu KRW) vào YG Plus và mua lại 17,9% cổ phần của công ty truyền thông và quảng cáo trực thuộc YG Entertainment trong một thỏa thuận thương mại và phân phối mà các nghệ sĩ của công ty nói trên sẽ tham gia mạng xã hội và ứng dụng thương mại điện tử của Weverse. Cũng có thông báo rằng Naver Corporation sẽ đầu tư 354,8 tỷ KRW (321 triệu KRW) vào beNX Inc.—mua lại 49% cổ phần của công ty—và chuyển giao dịch vụ phát video trực tuyến V Live cho beNX để phát triển một nền tảng mới dành cho cộng đồng người hâm mộ, dự kiến ra mắt vào năm 2022. BeNX sau đó được đổi tên thành Weverse Company Inc. sau khi hoàn tất thương vụ của Naver. KFTC chấp thuận việc sáp nhập vào ngày 13 tháng 5 năm 2021. Ngày 17 tháng 2, Big Hit và Universal Music Group (UMG) công bố mối quan hệ đối tác chiến lược giữa hai công ty và hợp tác trong nhiều phương diện liên quan đến âm nhạc và công nghệ. Dẫn đầu trong sự hợp tác này là liên doanh giữa Big Hit và Geffen Records—hãng thu âm hàng đầu của UMG—để ra mắt một nhóm nhạc nam toàn cầu thông qua một công ty liên doanh mới có trụ sở tại Los Angeles với chương trình thử giọng toàn cầu được phát sóng vào năm 2022. Big Hit sẽ phụ trách quá trình tuyển chọn thực tập sinh và đào tạo nghệ sĩ, trong khi UMG phụ trách sản xuất âm nhạc, phân phối toàn cầu và tiếp thị. Ngoài ra, nhiều nghệ sĩ của UMG cũng sẽ tham gia Weverse, vốn quản lý các nghệ sĩ như Gracie Abrams, New Hope Club và Alexander 23—Yungblud là nghệ sĩ tiếp theo tham gia nền tảng này. Ngày 25 tháng 2, Big Hit công bố khoản đầu tư 4 tỷ KRW (3,6 triệu USD) vào công ty AI Supertone có trụ sở chính tại Hàn Quốc, chuyên sản xuất giọng nói bằng công nghệ.

### 2021–nay: Hybe Corporation
Trong tuần thứ hai của tháng 3, Big Hit thông báo thay đổi thương hiệu thành một công ty nền tảng lối sống giải trí với tên gọi Hybe Corporation. Ngày 19 tháng 3, công ty công bố một bài thuyết trình trực tuyến và mô tả chi tiết về việc tái cơ cấu tổ chức doanh nghiệp, đồng thời tuyên bố thương hiệu "Big Hit Entertainment" (liên quan đến hoạt động âm nhạc của công ty) sẽ trở thành Big Hit Music thuộc bộ phận Labels mới của Hybe—việc đổi tên tùy thuộc vào cuộc họp cổ đông được tổ chức vào ngày 30 tháng 3. Bài thuyết trình cũng cung cấp một cái nhìn đầu tiên về thiết kế trụ sở mới hoàn thành của Hybe toạ lạc tại trung tâm Yongsan Trade Center ở quận Yongsan—công ty chính thức chuyển đến tòa nhà vào ngày 22 tháng 3. Việc thay đổi thương hiệu chính thức có hiệu lực vào ngày 31 tháng 3 năm 2021.
Ngày 2 tháng 4, Hybe mua lại 100% cổ phần của Ithaca Holdings do Scooter Braun điều hành và tất cả các khoản tài sản của chúng, bao gồm SB Projects (quản lý các nghệ sĩ như Justin Bieber và Ariana Grande) và Big Machine Label Group thông qua công ty con Hybe America. Hybe sẽ đầu tư 950 triệu USD (1,07 nghìn tỷ KRW) vào Hybe America nhằm hỗ trợ cho việc mua lại và chi trả tổng cộng 1,05 tỷ USD cho các cổ đông và trái chủ của Ithaca. BH Odyssey Merger Sub, một công ty con mới của Hybe America cũng được thành lập nhằm tạo điều kiện thuận lợi cho việc mua lại và được giải thể sau khi hoàn tất thỏa thuận. Cổ đông thiểu số và nhà đầu tư ban đầu của The Carlyle Group sẽ bán cổ phần của mình tại Ithaca như là một phần của thỏa thuận, bao gồm dịch vụ quản lý, nhãn hiệu và xuất bản cho tất cả các nghệ sĩ trực thuộc Hybe, SB và Big Machine. Scooter Braun sẽ tham gia hội đồng quản trị của Hybe. Scott Borchetta vẫn giữ vị trí CEO của Big Machine.
Ngày 27 tháng 4, tạp chí Time vinh danh Hybe là một trong 100 công ty có tầm ảnh hưởng lớn nhất năm 2021. Danh sách "nêu bật các doanh nghiệp tạo ra tác động phi thường trên khắp thế giới"—Hybe được xếp trong hạng mục "người tiên phong". Ngày 10 tháng 5, nền tảng phát trực tuyến Showroom của Nhật Bản công bố mối quan hệ hợp tác kinh doanh và vốn với Hybe nhằm cải thiện các dịch vụ trong nước và mở rộng khả năng truy cập vào nội dung của Nhật Bản tại Hàn Quốc, Hoa Kỳ và toàn cầu. Hybe được bổ sung vào chỉ số MSCI Hàn Quốc vào ngày 12 tháng 5—chỉ số được cập nhật vào ngày 28 tháng 5. Ngày 1 tháng 7, sau khi tái cơ cấu tổ chức doanh nghiệp lần thứ hai, Hybe thông báo Bang Si-hyuk sẽ từ chức CEO của công ty để tiếp tục tập trung vào bộ phận sản xuất âm nhạc. Ông được Park Ji-won thay thế, nhưng vẫn giữ chức vụ chủ tịch hội đồng quản trị.
Trong buổi phát trực tiếp bản thông tin tóm tắt về công ty vào tháng 11, Hybe công bố kế hoạch mở rộng IP của mình thông qua việc xuất bản "câu chuyện gốc", trong đó có 3 nhóm nhạc nam—BTS, Enhypen và Tomorrow X Together—và hợp tác với Webtoon và Wattpad vào tháng 1 năm 2022 cũng như phát hành trò chơi điện tử mới cho BTS vào đầu năm. Công ty cũng công bố mối quan hệ đối tác dựa trên vốn chủ sở hữu với công ty công nghệ tài chính Hàn Quốc Dunamu và phát triển một doanh nghiệp NFT liên doanh nhằm tạo ra các sản phẩm kỹ thuật số. Hybe sẽ mua lại 2,6% cổ phần của Dunamu với giá 500 tỷ KRW (423,8 triệu USD), trong khi Dunamu nhận được 5,6% cổ phần của Hybe với giá 700 tỷ KRW (590 triệu USD). Giao dịch được thực hiện vào ngày 24 tháng 11. Cuối tháng, công ty đoạt giải Red Dot Design trong hạng mục Thiết kế Thương hiệu & Truyền thông tại Red Dot Design Awards năm 2021 cho hệ thống nhận dạng thương hiệu (CI) mới của công ty.

## Giá trị công ty và đầu tư
Big Hit Entertainment ban đầu hoạt động với tư cách là một công ty tư nhân với Bang Si-hyuk là cổ đông lớn nhất. Tháng 3 năm 2017, tập đoàn Netmarble của Hàn Quốc trở thành cổ đông lớn thứ hai của Big Hit, trả một khoản tiền theo báo cáo là 201,4 tỷ KRW (111,8 triệu USD) cho 25,71% cổ phần, CEO Bang Joon-hyuk của Netmarble và Bang Si-hyuk là anh em họ. Tháng 10 năm 2018, công ty đầu tư tư nhân STIC Investments nhận được cổ phần không được tiết lộ của Big Hit với khoản đầu tư khoảng 104 tỷ KRW (~93 triệu USD).
Năm 2007, Big Hit có tổng cộng 4 nhân viên làm việc và gần như phá sản, nhưng Bang Si-hyuk đã có thể giữ cho công ty tiếp tục hoạt động nhờ vào sự thành công của 8Eight tại Hàn Quốc với đĩa đơn "Without a Heart" vào năm 2009. Giá trị của Big Hit dần tăng trưởng trong những năm qua nhờ vào sự thành công toàn cầu của nhóm nhạc nam đầu tiên mà công ty ra mắt là BTS. Tháng 3 năm 2018, thu nhập của Big Hit lần đầu tiên được công bố. Công ty báo cáo doanh thu ở mức 92,4 tỷ KRW (~82 triệu USD) và lợi nhuận hoạt động ở mức 32,5 tỷ KRW (~29 triệu USD) cho năm 2017. Theo ước tính ban đầu, tổng giá trị của Big Hit có thể đạt mức 700 tỷ KRW (624 triệu USD) nếu tiến hành IPO trên thị trường chứng khoán vào tháng đó, đưa CEO Bang Si-hyuk trở thành người giàu nhất trong ngành kinh doanh giải trí Hàn Quốc nhờ vị trí sở hữu cổ phần lớn và đem về cho ông giá trị sở hữu cá nhân lên đến 350 tỷ KRW (314 triệu USD). Tính đến tháng 10 năm 2018, công ty được định giá hơn 1 nghìn tỷ KRW.
Thành công của Big Hit được cho là nhờ vào phong cách quản lý sáng tạo, tương tự như một công ty công nghệ hơn là một công ty giải trí, vốn là tiêu chuẩn mới trong ngành công nghiệp K-pop, trong đó bao gồm việc sử dụng rộng rãi phương tiện truyền thông mạng xã hội để thu hút sự quan tâm của mọi người và chuyển nó thành doanh số bán hàng, tạo ra các nội dung đa phương tiện liên quan đến nghệ sĩ và tận dụng sức mạnh của cộng đồng người hâm mộ. Bản báo cáo tài chính được công bố vào tháng 3 năm 2019 cho năm 2018 cho thấy doanh số bán hàng tăng 132% so với năm 2017 với Big Hit thu về khoảng 214,2 tỷ KRW (189,38 triệu USD). Lợi nhuận hoạt động tăng 97% lên 64,1 tỷ KRW (56,72 triệu USD), trong khi lợi nhuận ròng tăng 105% lên 50,2 tỷ KRW (44,41 triệu USD). Tính đến tháng 6 năm 2019, công ty được định giá từ 1,28–2,22 nghìn tỷ KRW. Tính đến tháng 3 năm 2020, tổng giá trị của công ty đạt khoảng 6 nghìn tỷ KRW (5 tỷ USD). Big Hit bắt đầu kế hoạch phát hành cổ phiếu ra công chúng vào ngày 21 tháng 5 và đăng ký tham vấn trước IPO với Korea Exchange. Điều này là bắt buộc theo luật pháp Hàn Quốc trước khi một công ty có thể nộp các thủ tục giấy tờ để tham gia IPO. Một tuần sau, công ty đệ trình đánh giá sơ bộ về kế hoạch IPO của họ. Ngày 15 tháng 10, Big Hit được niêm yết trên thị trường chứng khoán KOSPI và bắt đầu giao dịch cổ phiếu.
Ngày 23 tháng 2, Big Hit lần đầu tiên công bố báo cáo thường niên kể từ khi niêm yết. Công ty ghi nhận mức thu nhập ròng 86,2 tỷ KRW (77,6 triệu USD) cho năm 2020, tăng 19,1% so với 72,4 tỷ KRW của năm trước. Lợi nhuận từ hoạt động kinh doanh tăng 44,3% lên 142,4 tỷ KRW, trong khi doanh thu tăng 35,6% lên 796,3 tỷ KRW—được hỗ trợ một phần nhờ vào doanh số album tăng trưởng mạnh mẽ và các thương vụ mua lại khác nhau của công ty—với Big Hit có kết quả kinh doanh tốt nhất trong quý 4 năm 2020. Mặc dù doanh thu từ các buổi hòa nhạc giảm dần sau đại dịch COVID-19, nhưng doanh thu từ hàng hóa, câu lạc bộ người hâm mộ và nội dung trực tuyến tăng lần lượt là 53%, 71% và 66%.
Ngày 2 tháng 4, truyền thông Hàn Quốc đưa tin tập đoàn giải trí và truyền thông Warner Bros. của Hoa Kỳ đang chuẩn bị đầu tư 500 tỷ KRW vào Hybe. Sau khi hoàn tất, Warner sẽ mua lại 5,9% cổ phần của công ty thông qua HBO Max và sở hữu bản quyền đối với các nội dung độc quyền của BTS như buổi hòa nhạc và phim tài liệu.
Theo báo cáo tài chính của Hybe được công bố vào tháng 2 năm 2022 cho năm 2021, công ty ghi nhận mức doanh thu hàng năm là 1,2 nghìn tỷ KRW, lợi nhuận hoạt động là 190,3 tỷ KRW và thu nhập ròng là 141 tỷ KRW (118 triệu USD), tăng lần lượt là 58%, 30,8% và 62,8% so với năm 2020. Hybe là công ty giải trí Hàn Quốc đầu tiên đạt doanh thu hàng năm hơn 1 nghìn tỷ KRW.

## Bộ phận và công ty con

### Hybe HQ
Hybe HQ là công ty con thuộc sở hữu hoàn toàn của Hybe Corporation. Công ty bao gồm 3 bộ phận: Hybe Labels, Hybe Solutions và Hybe Platforms. Dưới mỗi bộ phận là các công ty con thuộc sở hữu hoàn toàn hoặc một phần của công ty mẹ.

#### Labels
Đây là bộ phận giải trí và sản xuất âm nhạc. Trước khi thay đổi thương hiệu, công ty được gọi là Big Hit Labels. Các công ty con trong bộ phận tuy hoạt động độc lập với Hybe Corporation nhưng nhận được sự hỗ trợ về mặt sáng tạo.
- Big Hit Music
  - BTS
    - Jin
    - Suga
    - J-Hope
    - RM
    - Jimin
    - V
    - Jungkook

  - Tomorrow X Together
    - Choi Soobin
    - Choi Yeonjun
    - Choi Beomgyu
    - Kang Taehyun
    - Huening Kai

  - Lee Hyun
- Belift Lab (đồng quản lý bởi CJ E&M)
  - Enhypen
    - Heeseung
    - Jay
    - Jake
    - Sunghoon
    - Sunoo
    - Jungwon
    - Ni-ki

  - ILLIT
    - Minju
    - Iroha
    - Wonhee
    - Moka
    - Yunah
- Source Music[90][91]
  - Le Sserafim
    -  Sakura
    -  Kim Chaewon
    - Kazuha
    - Huh Yunjin
    - Hong Eunchae
- Pledis Entertainment[92][93]
  - Seventeen
    - S.Coups
    - Jeonghan
    - Joshua
    -  Jun
    - Hoshi
    - Wonwoo
    - Woozi
    - Mingyu
    - DK
    - The8
    - Seungkwan
    - Vernon
    - Dino

  - Baekho
  - Minhyun
  - Bumzu
  - Nana
  - Yehana
  - Sungyeon
  - Fromis 9
    - Saerom
    - Hayoung
    - Jiwon
    - Ji-sun
    - Seoyeon
    - Chaeyoung
    - Nagyung
    - Jiheon

  - TWS
    - Shinyu
    - Dohoon
    - Youngjae
    - Hanjin
    - Jihoon
    - Kyungmin
- KOZ Entertainment[32]
  - Zico
  - Dvwn
  - BoyNextDoor
    - Sungho
    - Riwoo
    - Jaehyun
    - Taesan
    - Leehan
    - Woonhak

#### Solutions
Đây là bộ phận bao gồm các đơn vị kinh doanh chuyên về nội dung video, IP, giáo dục và trò chơi. Tháng 5 năm 2021, Hybe Edu ký một thỏa thuận với International Korean Language Education Foundation (IKLEF) nhằm phát triển sách giáo khoa tiếng Hàn để phân phối cho các trường tiểu học và trung học ở nước ngoài thông qua Bộ Giáo dục bắt đầu từ năm 2022. Nhiều nội dung trực tuyến và ngoại tuyến khác cũng sẽ được tạo ra bằng IP của BTS nhằm đáp ứng nhu cầu ngày càng tăng về ngành giáo dục tiếng Hàn ở nước ngoài. Ngày 2 tháng 7 năm 2021, có thông báo rằng Hybe 360 và Hybe IP sẽ được giải thể và sáp nhập vào Hybe Corporation.
- Hybe Edu[c]
- SuperB

#### Platforms
Đây là bộ phận công nghệ. Bộ phận quản lý nền tảng mạng xã hội và giải trí Weverse, đóng vai trò là trung tâm kết nối và mở rộng tất cả các nội dung và dịch vụ của Hybe Corporation. Tháng 5 năm 2021, Weverse Company đầu tư vào công ty khởi nghiệp Fave của Hoa Kỳ, một nền tảng F2F dành cho cộng đồng người hâm mộ, như một phần trong kế hoạch tăng cường các cơ hội kinh doanh tại đây.
- Weverse Company[d]
  - Weverse
  - Weverse Shop
  - V Live

### Hybe America
Trước khi thay đổi thương hiệu, công ty được gọi là Big Hit America. Sau khi thay đổi thương hiệu, Hybe Corporation mua lại cổ phiếu trị giá hơn 1,7 nghìn tỷ KRW (1,5 tỷ USD) của Big Hit America, đưa công ty trở thành công ty con thuộc sở hữu hoàn toàn của Hybe Corporation và đổi tên thành Hybe America. Điều này được thực hiện nhằm chuẩn bị cho việc Hybe Corporation mua lại Ithaca Holdings thông qua Hybe America. BH Odyssey Merger Sub được thành lập như một công ty con của Hybe America nhằm tạo điều kiện thuận lợi cho việc mua lại Ithaca Holdings. Sau khi hoàn tất, Ithaca Holdings sẽ trở thành công ty con của Hybe America và BH Odyssey sẽ bị giải thể. Việc sáp nhập được cho là sẽ hoàn tất vào quý đầu tiên của năm 2021 theo báo cáo thu nhập hàng quý được công bố vào ngày 14 tháng 5.
Tháng 7, Yoon Seok-jun được bổ nhiệm làm đồng CEO của Hybe America và sẽ giám sát các hoạt động ở Hoa Kỳ cùng với Scooter Braun. Yoon Seok-jun sẽ "phụ trách bản địa hóa mô hình kinh doanh K-pop của Hybe ở Hoa Kỳ" và "giám sát quá trình đào tạo, sản xuất và quy trình tiếp thị thông qua cách tìm kiếm tài năng mới", trong khi Scooter Braun sẽ "tập trung đặc biệt vào việc củng cố sự hiện diện của Hybe trong ngành công nghiệp âm nhạc Hoa Kỳ" và "củng cố khả năng cạnh tranh của [công ty] tại thị trường Hoa Kỳ". Jaesang Lee, Giám đốc Chiến lược (CSO) và người dẫn đầu thương vụ mua lại Ithaca Holdings sẽ giữ vai trò Giám đốc Điều hành (COO). Trong cuộc họp giao ban công ty của Hybe vào ngày 4 tháng 11, Hybe America công bố kế hoạch ra mắt một nhóm nhạc nữ toàn cầu mới với sự hợp tác của Geffen. Công ty sẽ thực hiện một hệ thống đào tạo để phát triển phong cách nghệ thuật trong khi Geffen sẽ sử dụng mạng lưới của mình để giám sát việc sản xuất và phân phối âm nhạc. Các buổi thử giọng được tổ chức trên toàn cầu cho đến ngày 28 tháng 11.
- Ithaca Holdings
  - Atlas Music Publishing
  - Big Machine Label Group
    - BMLG Records
    - Big Machine Records
    - The Valory Music Co.

  - Mythos Studios
  - Raised in Space
  - SB Projects
    - SB Consulting
    - SB Management
    - SB Ventures
    - Schoolboy Entertainment
      - Schoolboy Records (với Universal Music Group)

    - Sheba Publishing
    - Silent Labs
- QC Media Holdings
  - Quality Control Music
  - Solid Foundation Management
  - Quality Films
  - QC Sports

### Hybe Japan
Sau cuộc tái cơ cấu lãnh đạo lần thứ hai của Hybe vào tháng 7 năm 2021, các công ty con ở Nhật Bản của công ty là Hybe Solutions Japan và Hybe T&D Japan được sáp nhập nhằm thành lập một trụ sở chính ở Nhật Bản có tên Hybe Japan. Chi nhánh ở Nhật Bản sẽ hoạt động như một thực thể độc lập, được cựu CEO Han Hyun-rok của Hybe Solutions Japan điều hành, người mới được bổ nhiệm làm CEO và giám sát bộ phận sản xuất âm nhạc, xuất bản âm nhạc, quản lý bản quyền âm nhạc, quản lý nghệ sĩ, tìm kiếm và phát triển tài năng. Nó cũng tạo điều kiện cho các nghệ sĩ Hybe khác thâm nhập vào thị trường Nhật Bản. Các kế hoạch đang được thực hiện để ra mắt một nhóm nhạc nam đa quốc gia mới, bao gồm 4 cựu thí sinh từ I-Land với các thành viên bổ sung được chọn thông qua chương trình thử giọng dự kiến sẽ được phát sóng vào năm 2022 có tên &Audition. Một sự hợp tác với Hiroomi Tosaka của J Soul Brothers để thành lập một nhóm nhạc nữ mới cũng được công bố.

#### Labels
- Hybe Labels Japan
  - &Team
    - K
    - Fuma
    - Nicholas
    - EJ
    - Yuma
    - Jo
    - Harua
    - Taki
    - Maki

  - 24Kumi[cần dẫn nguồn]
- Naeco[104]
  - Hirate Yurina[104]

#### Solutions
- Hybe Solutions Japan
- Hybe T&D Japan

## Danh sách phim

### Phim truyền hình
- Youth (2021) (với Chorokbaem Media)

### Triển lãm
- "Hybe Insight" (2021) ở Hàn Quốc[105]

### Chương trình thực tế
- I-Land (2020, Mnet) (với CJ ENM và Studio Take One)
- &Audition – The Howling (2022, Hulu Japan & Hybe Labels YouTube Channel)
- R U Next? (2023, JTBC & Belift Lab)
- Hybe Game Caterer (2022) bao gồm: TXT, ENHYPEN, LE SSERAFIM, FROMIS_9, SEVENTEEN, BAEKHO, HWANG MIN HYUN, LEE HYUN.

## Buổi hòa nhạc
| Ngày              | Tên                                           | Địa điểm                                                           | Người tham dự | Nguồn           |
| ----------------- | --------------------------------------------- | ------------------------------------------------------------------ | ------------- | --------------- |
| 31 tháng 12, 2020 | 2021 NEW YEAR'S EVE LIVE presented by Weverse | Weverse (trực tuyến)                                               | —             | [ 106 ]         |
| 31 tháng 12, 2021 | 2022 Weverse Con [New Era]                    | KINTEX Hall 4 (trực tiếp) Weverse (trực tuyến thông qua VenewLive) | TBA           | [ 107 ] [ 108 ] |